# توم إي. بير
توم إي. بير (بالإنجليزية: Tom E. Beer)‏ هو لاعب كرة قدم أمريكية أمريكي، ولد في 27 مارس 1969.

## وصلات خارجية
- توم إي. بير على موقع مرجع كرة القدم المحترفة.كوم (الإنجليزية)